# Bruna Tomaselli
Bruna Alberti Tomaselli (Caibi, 18 de setembro de 1997) é uma automobilista brasileira que recentemente competiu na Stock Car Pro Series pela equipe KTF Sports. Ela iniciou sua carreira em monopostos na Fórmula Junior Brasil, também tendo passagens pela Fórmula 4 Sul-americana, MRF Challenge, Campeonato U.S. F2000, Imperio Endurance Brasil, W Series e Stock Series.

## Biografia e carreira
Tomaselli iniciou sua carreira profissional na Fórmula Junior Brasil, categoria comparável à Fórmula Ford em outros países. Depois de duas temporadas lá, ela subiu para a Fórmula 4 Sudamericana, seguindo os regulamentos da Fórmula Renault 1.6 — onde terminou em quarto lugar em sua segunda temporada.
A catarinense mudou-se para os Estados Unidos em 2017, juntando-se à Road to Indy por meio do Campeonato Nacional de F2000 dos EUA. Ela disputou uma temporada parcial inicialmente, e assinou com o Team Pelfrey para uma temporada integral em 2018 — terminando em 16.º lugar na classificação. Tomaselli permaneceu no F2000 dos EUA em 2019, mudando-se para a Pabst Racing Services — melhorando para 8.º geral com um resultado entre os cinco primeiros em Mid-Ohio.
Em 2019, Tomaselli tentou classificar-se para a W Series, um campeonato de Fórmula 3 para mulheres, porém não conseguiu passar no dia de avaliação para potenciais competidoras. Ela tentou entrar no campeonato novamente em 2020, e conseguiu uma vaga entre as 20 disponíveis.
Por conta da Covid-19, a W Series não disputou temporada em 2020 e Bruna manteve a forma física disputando etapas do Campeonato Brasileiro de Endurance. Ela se tornou a primeira mulher a vencer uma corrida na história da competição. Venceu novamente na última etapa da temporada, ajudando sua equipe Satti Racing a ser vice-campeã.

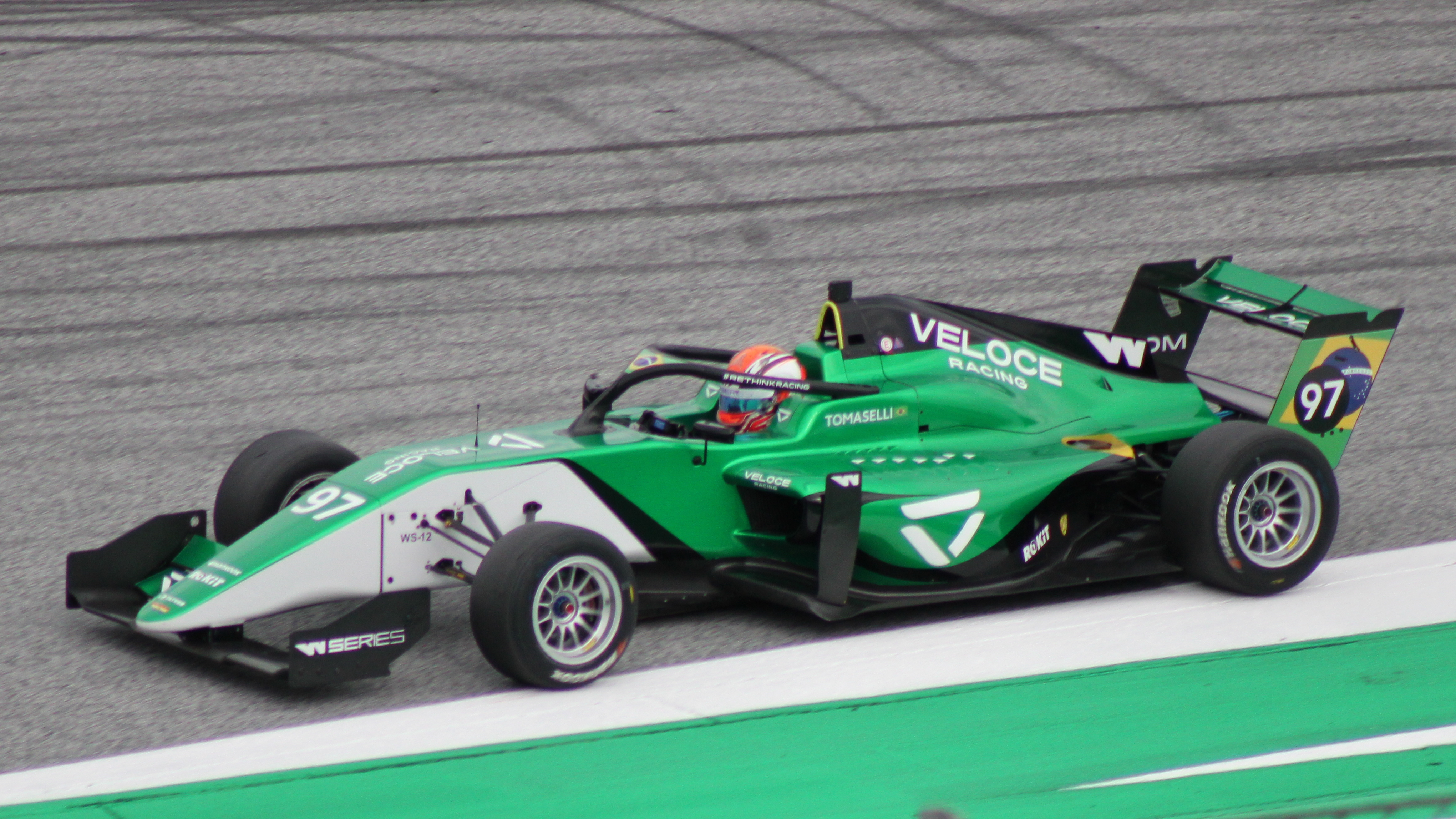
Tomaselli na W Series em 2021

Em 2021, a W Series, categoria de acesso à Fórmula 1 exclusivamente feminina, promoveu sua segunda temporada da história. Após liderar os treinos de pré-temporada, Bruna foi escolhida para defender as cores da Veloce Racing e  ser companheira de equipe da atual campeã da categoria, a britânica Jamie Chadwick. Tomaselli pontuou duas vezes, tendo um quinto lugar no Red Bull Ring como maior resultado, e foi a 15ª colocada, com doze pontos, enquanto Chadwick pontuou 13 vezes mais e foi bicampeã.

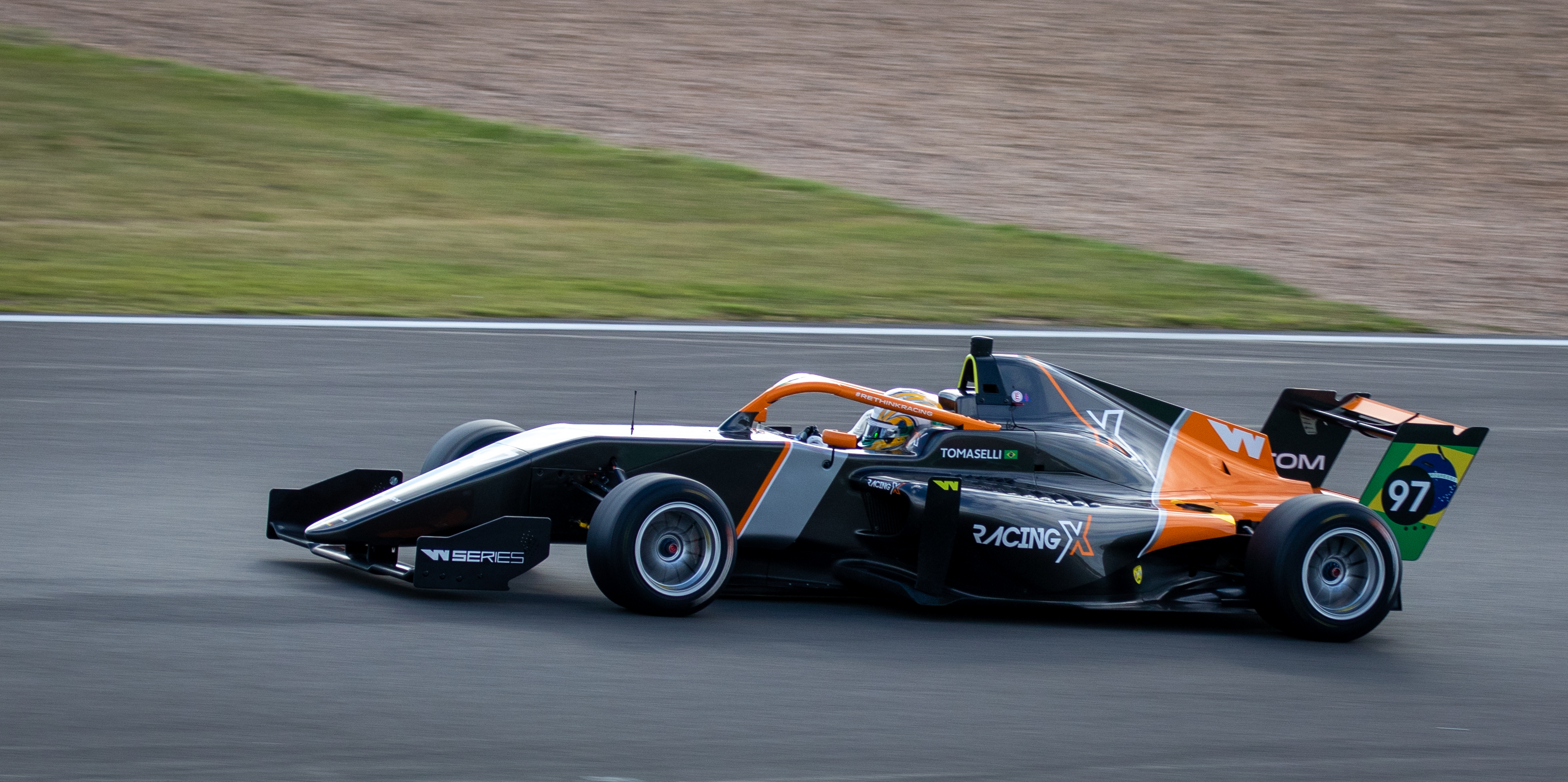
Tomaselli na W Series em 2022

Em 2022, Bruna Tomaselli disputou mais uma temporada da W Series, agora pela equipe Racing X, e correu ao lado de outra britânica, Abbi Pulling. Na temporada que teve sua duração reduzida por falta de financiamento, Tomaselli foi a décima segunda colocada, com onze pontos, mesma quantidade que Abbie Eaton, mas Tomaselli a superou por ter obtido um quinto lugar em Miami como melhor resultado. A catarinense ficou oito posições abaixo de Pulling, que marcou quase sete vezes mais pontos.
Retornou ao Brasil em 2023, fazendo a Stock Car Series pela Garra Racing Team, tendo como melhor resultado um quarto lugar na corrida que encerrou a temporada. Ela fechou o ano em oitavo lugar. Em 2024, novamente com a Garra Racing Team e em parceria com a KTF Academy, Bruna conquistou seu primeiro pódio na divisão de acesso à Stock Car: o feito foi logrado no desfecho da etapa de Cascavel (PR), em maio. Foi a décima colocada, com 204 pontos.
Ao final de 2024, participou da última rodada da Stock Car Pro Series como substituta de Marcos Gomes na KTF Racing. Marcos faltou a essa prova por conta de um mal estar, e a participação de Tomaselli a tornou a primeira mulher a disputar uma prova da Stock Car Brasil desde Bia Figueiredo em 2019. Pontuou nas duas provas, somando 21 pontos e sendo a trigésima colocada.

## Registros na carreira

### Sumário
| Temporada | Categoria                        | Equipe                | Corridas | Vitórias | Poles | V.M.R. | Pódios | Pontos | Classificação |
| --------- | -------------------------------- | --------------------- | -------- | -------- | ----- | ------ | ------ | ------ | ------------- |
| 2013      | Fórmula Junior Brasil            | Giocar Racing         | 16       | 0        | 1     | 0      | 1      | 99     | 7.ª           |
| 2014      | Fórmula Junior Brasil            | Giocar Racing         | 16       | 1        | 1     | 1      | 12     | 279    | 4.ª           |
| 2015      | Fórmula 4 Sul-americana          | N/A                   | 11       | 0        | 0     | 0      | 0      | 118    | 7.ª           |
| 2016      | Fórmula 4 Sul-americana          | N/A                   | 20       | 0        | 0     | 0      | 5      | 164    | 4.ª           |
| 2016–17   | MRF Challenge Formula 2000       | MRF Racing            | 4        | 0        | 0     | 0      | 0      | 5      | 19.ª          |
| 2017      | U.S. F2000 National Championship | ArmsUp Motorsports    | 11       | 0        | 0     | 0      | 0      | 49     | 21.ª          |
| 2018      | U.S. F2000 National Championship | Team Pelfrey          | 14       | 0        | 0     | 0      | 0      | 87     | 16.ª          |
| 2019      | U.S. F2000 National Championship | Pabst Racing Services | 15       | 0        | 0     | 0      | 0      | 174    | 8.ª           |
| 2020      | Imperio Endurance Brasil         | Satti Racing          | 5        | 2        | 2     | 2      | 3      | 365    | 4.ª           |
| 2021      | W Series                         | Veloce Racing         | 8        | 0        | 0     | 0      | 0      | 12     | 15.ª          |
| 2022      | W Series                         | Racing X              | 7        | 0        | 0     | 0      | 0      | 11     | 12.ª          |
| 2023      | Stock Series                     | Garra Racing          | 17       | 0        | 0     | 0      | 0      | 202    | 8º            |
| 2024      | Stock Series                     | Garra Racing          | 15       | 0        | 0     | 0      | 1      | 204    | 10º           |
| 2024      | Stock Car Pro Series             | KTF Sports            | 2        | 0        | 0     | 0      | 0      | 21     | 30º           |

### Resultados na W Series
Legenda: Corridas em negrito indicam pole position; corridas em itálico indicam volta mais rápida.
| Temporada | Equipe        | 1       | 2       | 3      | 4      | 5      | 6      | 7      | 8      | 9    | 10   | Class. | Pontos |
| --------- | ------------- | ------- | ------- | ------ | ------ | ------ | ------ | ------ | ------ | ---- | ---- | ------ | ------ |
| 2021      | Veloce Racing | RBR1 11 | RBR2 5  | SIL 11 | HUN 9  | SPA 15 | ZAN 17 | COA 17 | MEX 11 |      |      | 15ª    | 12     |
| 2022      | Racing X      | MIA1 5  | MIA2 17 | CAT 12 | SIL 11 | LEC 11 | HUN 10 | SIN    | COA    | MXC1 | MXC2 | 12ª    | 11     |